# إيفو دياز
إيفو دياز (بالمجرية: Ivo Díaz)‏ (10 مايو 1972 بماتانزاس في كوبا - ) هو لاعب كرة يد مجري في مركز ظهير ‏، شارك في الألعاب الأولمبية الصيفية 2004. ولعب مع أديمار ليون.

## وصلات خارجية
- إيفو دياز على موقع الاتحاد الأوروبي لكرة اليد (الإنجليزية)
- إيفو دياز على موقع أوليمبيديا (الإنجليزية)